# Undersåte
Begreppet undersåte används numera oftast i relation till en regent som inte är demokratiskt vald som beteckning på medborgarna i det land regenten regerar.
Begreppet har i äldre svensk användning närmast varit en synonym till medborgare i en viss stat utan att ha inneburit någon värdering avseende styrelseskick.